# Taverna (Kalabrien)

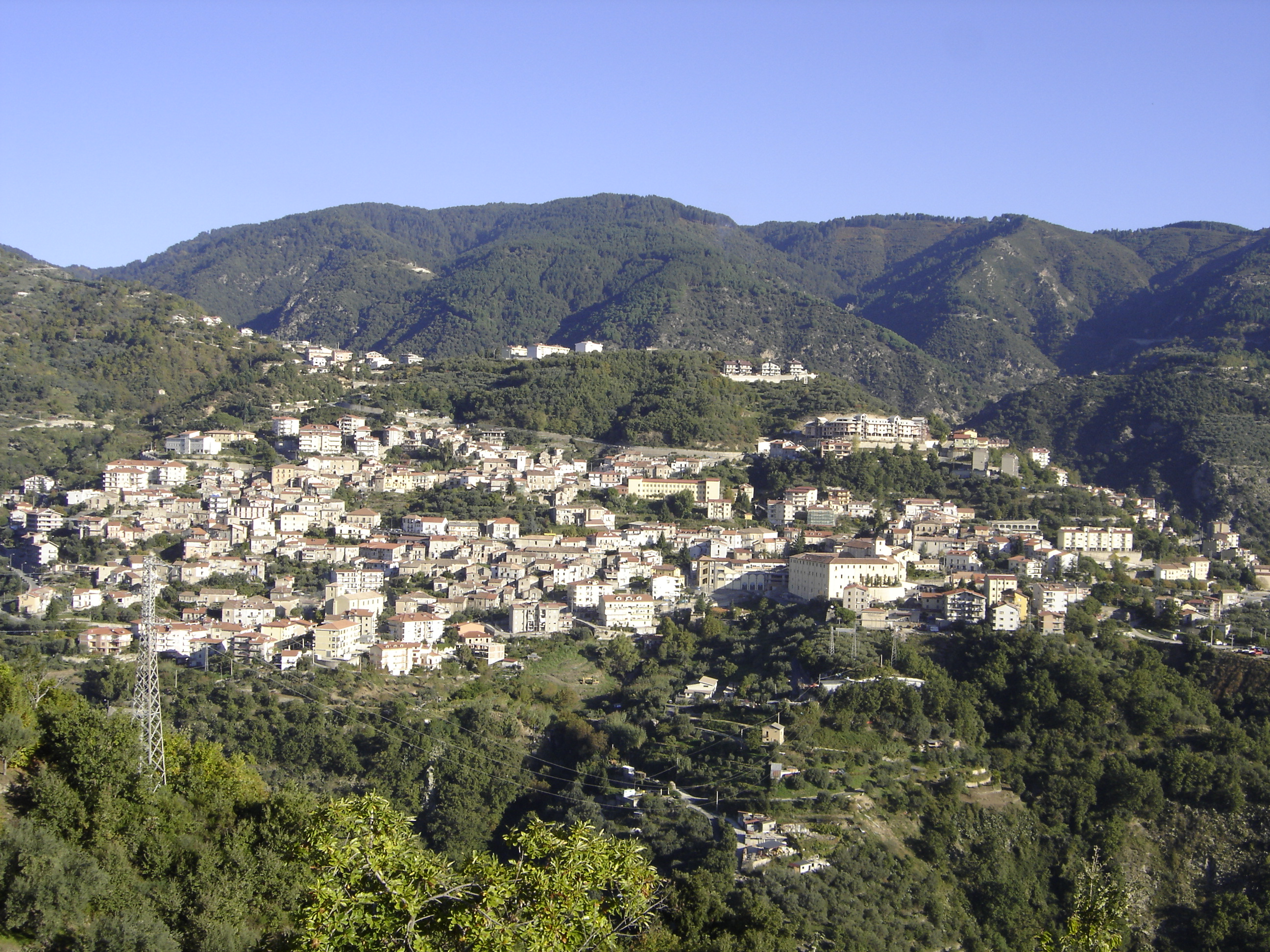
Taverna

Taverna ist ein italienisches Dorf in der Provinz Catanzaro in Kalabrien mit 2502 Einwohnern (Stand 31. Dezember 2023).

## Lage und Daten
Taverna liegt 27 km nördlich von Catanzaro. Die Nachbargemeinden sind Albi, Aprigliano (CS), Colosimi (CS), Cotronei (KR), Fossato Serralta, Mesoraca (KR), Parenti (CS), Petilia Policastro (KR), San Giovanni in Fiore (CS), Sorbo San Basile und Zagarise.
Das Dorf ist ein Fremdenverkehrsort, im Ortsteil Mancuso befindet sich ein Feriendorf.

## Sehenswürdigkeiten
Im Ort findet sich eine Ruine einer Burg. In den Kirchen des Ortes finden sich Bilder von Mattia Preti.

## Persönlichkeiten aus Taverna
- Mattia Preti (1613–1699), italienischer Freskenmaler des Barocks und Ordensritter der Malteser